# Chapuisia ornata
Chapuisia ornata es un coleóptero de la familia Chrysomelidae. Fue descrita científicamente en 1847 por Reiche.